# Brouwerij St.-Pierre
Brouwerij St.-Pierre is een voormalige brouwerij in de Belgische gemeente De Panne en was actief van 1930 tot 1940.
Brouwerij St.-Pierre werd in de jaren 1930 opgericht door Marcel Mahieu.
Het gebouw waarin de brouwerij zich bevond, bestaat nog steeds.